# リチャード・ヒンクリー・アレン
リチャード・ヒンクリー・アレン（Richard Hinckley Allen, 1838年 - 1908年）は、アメリカの博識家・アマチュア博物学者。該博な知識を有していたことによって、友人から「歩く百科事典」と呼ばれていた。若い頃は天文学者を志していたが、視力が弱かったため断念した。その代わりに実業家としてそこそこ成功し、余暇を使って趣味としての科学的な研究を続けた。

## 生涯・業績
1838年、ニューヨーク州バッファロー出身。
1899年に『星名とその意味』 (Star-Names and Their Meanings) を出版したことでよく知られている。同書はギリシア・ローマ、アラブ、中国やその他多くの地域の星座と恒星に関する星座や星名の歴史を広範囲にわたって調査することによって成り立っていた。1963年に、アメリカの絶版本の復刻で知られるドーヴァー出版から安価なペーパーバックとして、また Star Names: Their Lore and Meaning と改題されて復刻されてから、星の名称についての重要な文献とされ、プロ・アマを問わず、多くの天文愛好者が星座の歴史や星名由来について当たる資料源となった。
1908年、マサチューセッツ州ノーサンプトンにて没。